# Cottus perifretum
Espèce
Statut de conservation UICN

 LC  : Préoccupation mineure
Cottus perifretum est une espèce de poissons dulçaquicoles de la famille des Cottidae.

## Systématique
L'espèce Cottus perifretum a été décrite en 2005 par les ichtyologistes Jörg Freyhof, Maurice Kottelat et Arne Nolte (d),.
Ce taxon porte en français les noms vernaculaires ou normalisés suivants, : Bavard, Chabot, Chabot celtique, Chabot fluviatile, Têtard.

## Description
Cottus perifretum peut mesurer jusqu'à 134 mm.

## Publication originale
- Jörg Freyhof, Maurice Kottelat et Arne Nolte, « Taxonomic diversity of European Cottus with description of eight new species (Teleostei: Cottidae) », Ichthyological Exploration of Freshwaters, Verlag Dr. Friedrich Pfeil (d), vol. 16, no 2,‎ 1er juin 2005, p. 107-172 (ISSN 0936-9902).